# Lyngby-Tårbæks kommun
Lyngby-Tårbæks kommun (danska: Lyngby-Tårbæk Kommune eller Lyngby-Taarbæk Kommune) är en kommun på östra Själland i Region Hovedstaden. Huvudort är Kongens Lyngby. I öster når kommunen ut till Öresundskusten, norr om Gentofte kommun.
Kommunen, som ligger cirka 10 km norr om Köpenhamns centrum, genomkorsas av Nordbanen, Nærumbanen och Kystbanen.
Kommunens svenska vänort är sedan 1947 Huddinge, då man även blev vänort med Askim i Norge och Vanda i Finland. Man har senare även blivit vänort med Nuuk på Grönland och med Seyðisfjörður på Island.

## Kommundelar
- Kongens Lyngby (centralort)
- Tårbæk
- Virum
- Sorgenfri
- Lundtofte